# نوکیا ۲۲۲
نوکیا 222 (انگلیسی: Nokia ۲۲۲) یک مدل گوشی تلفن ساخته شده توسط شرکت نوکیا بود.